# Adelaide (Sudafrica)
Adelaide è un centro abitato del Sudafrica, situato nella provincia del Capo Orientale.